# Gurre Sø
Gurre Sø er en sø beliggende i Helsingør Kommune i Nordøstsjælland.
Vandfladen har et areal på 210,4 ha medregnet slotssøen i områdets sydøstlige hjørne (navngivet efter Gurre slotsruin). Fra 1965 til 1996 blev vandarealet formindsket med ca. 15 ha, og øerne i søen voksede, først ved rørsumpe, der senere blev invaderede af træer og buske. I lange perioder har vandspejlet været lavere end referencevandspejlet i kote 26,4 m over DNN. Det dybeste sted i søen er ca. 5,4 m dybt.
I søen ligger en række mindre øer og holme: Storø-Lilleø (12,76 ha), Gåseø (0,12 ha), Mågeø (0,29 ha), Langeland (o,15 ha), Grydeholm (0,10 ha), Hyttefadet (ca 50 m2), Schultz' Grund.
Søens afvandingsopland er 15,1 km2. Store dele af oplandet udgøres af skov. Søen omgives mod vest og nord af Horserød Hegn, mod sydvest af Gurre Vang. Ved Slotssø mod sydøst ligger Gurre slotsruin. Området omkring ruinen er i dag tørt land, man var i middelalderen en del af det samlede vådområde. På østsiden af søen ligger en smal træbræmme.
Navne Gurre omtales første gang i 1360-erne som Gorwe.
Gurre Sø har afløb via Gurre Å mod vest.
Et areal på 67 hektar omkring Gurre Å ved vestenden af søen blev fredet i 1967. Gurre Sø er udpeget til Natura 2000-område nr. 131 Gurre Sø (habitatsområde nr 115). 